# Ułaszaniwka (obwód chmielnicki)
Ułaszaniwka (ukr. Улашанівка) – wieś na Ukrainie, w obwodzie chmielnickim, w rejonie szepetowskim, nad Hnyłym Riwem, siedziba administracyjna hromady. W 2001 roku liczyła 1447 mieszkańców.